# Ralph Malph
Ralph Malph è uno dei personaggi ricorrenti della serie televisiva statunitense Happy Days ambientata negli anni 50-60 e prodotta dal 1974 al 1984, interpretato dall'attore statunitense Don Most, e doppiato in italiano prima da Luigi Diberti e poi da Dante Biagioni.

## Descrizione
È un ragazzo con i capelli rossi, burlone e con spiccato interesse per le ragazze. Insieme ai suoi amici, Warren "Potsie" Weber e Richard "Richie" Cunningham, compone il terzetto sul quale vengono costruite la maggior parte delle avventure di Happy Days.
Già nelle prime puntate, viene anche evidenziata la caratteristica di Ralph di spaventarsi facilmente per qualsiasi cosa, entrando spesso in panico. Inoltre, dalla terza stagione della serie in poi, la figura di Ralph diventa più amico di Potsie, mentre la figura di "Richie" si avvicina di più a quella di Fonzie. L'amicizia Ralph-Potsie raggiunge infatti il suo culmine nell'episodio "Appartamento per ragazzi", nella quinta stagione della serie, quando i tre condividono un appartamento in affitto, ma poi "Richie" se ne va, a causa di continui litigi.
Nell'episodio "Bentornato Richie" dell'undicesima e ultima stagione della serie (1984), Ralph ritorna dall'esercito e comunica di voler studiare per diventare un optometrista come suo padre Mickey, uscendo così dalle scene. In realtà c'è qui un piccolo errore, perché nella prima stagione il padre di Ralph si chiama Harry, ed ha un negozio di abbigliamento; stesso errore per la madre, che nella prima stagione si chiama Hazel, mentre nell'undicesima si chiama Minnie.

## Influenza culturale
- Ralph Malph viene citato nella canzone Gli anni, singolo degli 883 del 1995, dall'album La donna il sogno & il grande incubo. In questo brano il personaggio è indicato come uno dei simboli della generazione degli anni 80.